# Heaven Comes Down
Heaven Comes Down è il dodicesimo album in studio del gruppo musicale statunitense Dokken, pubblicato il 27 ottobre 2023 dalla Silver Lining Music.

## Tracce
1. Fugitive – 3:57
2. Gypsy – 4:19
3. Is It Me or You? – 4:23
4. Just like a Rose – 4:19
5. I'll Never Give Up – 4:27
6. Saving Grace – 4:15
7. Over the Mountain – 3:51
8. I Remember – 3:48
9. Lost in You – 4:11
10. Santa Fe – 4:25

## Formazione

### Gruppo
- Don Dokken – voce
- Jon Levin – chitarre
- Chris McCarvill – basso
- B.J. Zampa – batteria

### Altri musicisti
- Mark Boals – backing vocals
- Bill Palmer – chitarra acustica (traccia 10)